# Sauvigny-le-Beuréal
Sauvigny-le-Beuréal è un comune francese di 61 abitanti situato nel dipartimento della Yonne, nella regione della Borgogna-Franca Contea.

## Società

### Evoluzione demografica
Abitanti censiti